# Филип Баровић
Филип Баровић (Никшић, 29. јул 1990) црногорски је кошаркаш. Игра на позицијама крилног центра и центра.

## Биографија
Кошарком је почео да се бави у Ибону из Никшића да би од 2009. до 2011. играо за подгоричку Будућност. У сезони 2011/12. је наступао за Морнар из Бара. Три године је затим провео у Мађарској где је две сезоне играо за Шопрон и једну за Кечкемет. У сезони 2015/16. је био играч Лукојл академика са којим је био првак Бугарске. У сезони 2016/17. је играо за Телеком Бон. Од 2017. до 2020. је поново био играч Будућности. Током 2021. је играо за Студентски центар са којим је освојио Другу Јадранску лигу. У сезони 2021/22. је поново био играч Будућности.
Са репрезентацијом Црне Горе је играо на Европском првенству 2017. године.
Филип је био најбољи црногорски сениор кошаркаш за 2017. годину.

## Успеси

### Клупски
- Будућност:
  - Јадранска лига (1): 2017/18.
  - Првенство Црне Горе (4): 2009/10, 2010/11, 2018/19, 2021/22.
  - Куп Црне Горе (6): 2010, 2011, 2018, 2019, 2020, 2022.

- Лукојл академик:
  - Првенство Бугарске (1): 2015/16.

- Студентски центар:
  - Друга Јадранска лига (1): 2020/21.